# Louiselle (1972)
Louiselle è il terzo album discografico del 1972 dell'omonima cantante pubblicato in Italia in formato Stereo8.

## Tracce
1. Kyrie Eleison
2. Perdonami (Carlo Rossi, Aldo Tamborrelli e Giacomo Dell'Orso)
3. Andiamo a mietere il grano (Carlo Rossi e Marcello Marrocchi)
4. La vigna (Carlo Rossi e Marcello Marrocchi)
5. Occhi castani (Carlo Rossi, Aldo Tamborrelli e Maria Luisa Catricalà)
6. Stringimi (Adriano Tomassini, Carlo Rossi, e Aldo Tamborrelli)
7. La scogliera (Carlo Rossi, Aldo Tamborrelli e Giacomo Dell'Orso)
8. La legge di compensazione
9. Il cacciatore (Carlo Rossi e Aldo Tamborrelli)
10. Delirio (Carlo Rossi e Aldo Tamborrelli)
11. Ancora no (Audrey Nohra Stainton
Enrico De Melis
Stefano Torossi)
12. Dovrò lasciarti